# Anders Larsen
Anders Larsen (geb. 2. Dezember 1870 in Kvænangen; gest. 10. Dezember 1949 in Sandtorg) war ein norwegisch–samischer Lehrer, Journalist und Autor.

## Leben und Werke

### Leben
Larsen wurde in Seglvik in der Gemeinde Kvænangen, Norwegen, geboren. Nachdem er von 1895 bis 1897 als Grundschullehrer im Dorf Kokelv gearbeitet hatte, besuchte er von 1897 bis 1899 die Lehrerhochschule in Tromsø und schloss dort seine Lehrerausbildung ab. Er war einer der ersten aus Kvænangen, der eine höhere Ausbildung erhielt.
Anschließend arbeitete er von 1899 bis 1902 in Rafsbotn bei Alta und von 1902 bis 1918 in Repparfjorden, Neverfjorden und Kokelv. Von 1918 bis 1920 unterrichtete er im Samidorf Sandstrand, welches damals Teil der Gemeinde Trondenes in Troms war. Von 1920 bis 1940 arbeitete er in Sørvikmark bei Harstad, um näher an die Heimat seiner Frau Petra Hansen (1877–1949) zu kommen.
Larsen plädierte dafür, Samisch als Unterrichtssprache zu verwenden, da dies den samischen Kindern eine reale Chance geben würde, das in der Schule vermittelte Wissen zu erwerben und dadurch ihre Möglichkeiten zur Durchsetzung in der Gesellschaft gefördert würden.

### Zeitungsredakteur
Von 1904 bis 1911 veröffentlichte er seine eigene samische Zeitung, die den Namen Saǥai Muittalægje (dt.: Der Nachrichtenreporter) trug. Die Zeitung erschien zweimal im Monat. Diese diente dem Lehrer und Politiker Isak Saba als Sprachrohr, wodurch dieser 1906 der erste Sami im Storting wurde. Larsen und Saba lernten sich während ihres Studiums am Tromsø-Seminar kennen und blieben bis zu Sabas Tod 1921 in Kontakt.
1911 wurde die Saǥai Muittalægje aufgrund hoher Arbeitsbelastung und finanzieller Probleme eingestellt.

### Lebenswerk
1912 veröffentlichte er im Eigenverlag sein Werk Beaivi-álgu (dt.: Morgendämmerung). Dabei handelt es sich um den ersten Roman in samischer Sprache. 2013 wurde er auf norwegischer Sprache unter dem Titel Dagen gryr veröffentlicht. Der Roman enthält Darstellungen des Lebens der seesamischen Bevölkerung und folgt dem Protagonisten Ábo Eira durch verschiedene Lebensphasen.
Sein zentrales Thema stellt die samische Selbstachtung in Zeiten der Norwegisierungspolitik dar und damit auch einhergehende Konsequenzen für die samischen Sprachen. Der Roman ist ein wichtiger Teil der samischen Literatur, weil er Sami-Lesern hilft, sich mit Inhalten zu identifizieren und Außenstehenden zu einem klareren Verständnis über die Situation der Sami als Minorität verhilft. Sein Werk wirkt somit dem samischen Minderwertigkeitsgefühl gegenüber den Norwegern entgegen und ist zugleich ein Protest gegen die Verachtung der Sami durch die norwegische Gesellschaft. Anhand seines kreativen Schreibstils vermittelt Larsen seine Sicht auf die Norwegisierung. Sein Werk gilt als Erweiterung seines
Beitrags als kulturelle Figur und als politischem Pionier.
Im Herbst 1949, im selben Jahr, in dem er starb, schickte Larsen dem Philologen Just Knud Qvigstad ein Manuskript über das Leben und die Lebensbedingungen der Seesamen. Qvigstad übersetzte es ins Norwegische und veröffentlichte es 1950 als Om sjøsamene (dt.: Über Seesamen). Der Text wurde erstmals 1979 auf Samisch als Mearrasámiid birra in Larsens Kvænangen-Dialekt in der Tromsø Museumsreihe Acta Borealia veröffentlicht.
Anders Larsen blieb bis zu seinem Tod der samischen Sprache verpflichtet. Die treibende Kraft in seinem Lebenswerk, in seiner Lehrtätigkeit, in seiner Arbeit als Zeitungsredakteur und in seinen Büchern fasste er 1942 in einem Vortrag über die Sami wie folgt zusammen: „Wir haben die gleichen Rechte wie andere Völker am Tisch des Lebens.“ (samme rett som andre folk til livets bord)
Larsen leistete einen großen Beitrag zur Bewahrung, Entwicklung und Information über das samische Volk, deren Sprachen und Kulturen.

## Werke
- 1912 Beaivi-álgu (dt.: Morgendämmerung) – Roman
- 1950 Om sjøsamene
- 1979 Mearrasámiid birra